# Ioan Dovalciuc
Ioan Dănuț Dovalciuc (* 20. Juni 1984 in Suceava) ist ein ehemaliger rumänischer Bobfahrer.
Dovalciuc begann 2005 mit dem Bobsport und wurde im selben Jahr in den Nationalkader aufgenommen. 2006 nahm er an den Olympischen Winterspielen in Turin teil, wo er mit dem Viererbob auf dem 22. Platz landete. 2007 nahm er zum ersten Mal bei einer Weltmeisterschaft teil. In St. Moritz erreichte er mit dem von Nicolae Istrate gelenkten Zweierbob den elften Platz.
Bei der Juniorenweltmeisterschaft 2008 in Innsbruck erreichte Dovalciuc mit Istrate den fünften Rang im Zweier- und den zehnten Rang im Viererbob. Noch im selben Monat fuhren die Rumänen bei der Weltmeisterschaft in Altenberg mit beiden Bobs auf den 20. Platz. Bei der Bob-Weltmeisterschaft 2009 in Lake Placid erreichte Dovalciuc mit dem rumänischen Viererbob den 18. und im Zweier den 25. Platz. 2010 nahm er an seinen zweiten Olympischen Spielen (Vancouver) teil. Im Whistler Sliding Centre erreichten die Rumänen den 15. Platz.